# Ome
Ome é uma comuna italiana da região da Lombardia, província de Bréscia, com cerca de 2.901 habitantes. Estende-se por uma área de 9 km², tendo uma densidade populacional de 322 hab/km². Faz fronteira com Brione, Gussago, Monticelli Brusati, Polaveno, Rodengo-Saiano.

## Demografia
| Variação demográfica do município entre 1861 e 2011                               |
|                                                                                   |
| Fonte: Istituto Nazionale di Statistica (ISTAT) - Elaboração gráfica da Wikipedia |